# Mawali
Mawali o mawālá (en árabe: موالي) es un término en árabe clásico usado para referirse a los musulmanes no árabes (persas, turcomanos, kurdos) que vivían bajo el régimen califal. 
El término adquirió importancia durante el Califato omeya (c. 661-750 d. C./41–132 AH), cuando una gran cantidad de no árabes como persas, turcos y kurdos se convirtieron al Islam durante la expansión imperial de los omeyas. La llegada de una gran masa de convertidos no árabes creó una nueva dificultad para incorporarlos como creyentes a la sociedad árabe clásica, basada en el tribalismo como grupo social. La solución parece ser el contrato de wala' (clientela, en al-Ándalus maulas), a través del cual los musulmanes no árabes adquirieron un "patrón" de etnia árabe que respondería por su seguridad y sus derechos en calidad de creyentes del Islam, en tanto en régimen omeya solo permitía la participación de árabes en la milicia y la administración mientras imponía a los mawali cargas tributarias y restricciones sociales. 
Ciertamente los mawali siguieron pagando un impuesto similar a la jizya que se requería para la gente del libro y generalmente fueron excluidos de puestos de mando en el gobierno y el ejército hasta el final del Califato omeya, especialmente en regiones como Khorasan y Persia, donde los árabes retuvieron la mayoría de los cargos más altos en las fuerzas armadas y en las altas esferas del gobierno pese a ser una minoría étnica bastante reducida en proporción al resto de la población. Esta discriminación en la práctica, pese a su condición de fieles del Islam, motivó a muchos de los mawali a unirse a las actividades antiomeyas de los chiíes kaysanitas.
La Revolución abasida en el año 750 puso fin a los privilegios políticos y sociales de los árabes y destruyó el califato omeya. La figura clave en esta revolución fue Abu Muslim Khorasani, siendo que los mawali fueron un grupo social que apoyó decisivamente la revuelta abásida contra los omeyas, logrando tras su triunfo que los mawali fueran integrados a la sociedad islámica sin discriminaciones.